# Вик Чжоу
Чжо́у Юйми́нь (кит. упр. 周渝民, пиньинь Zhōu Yúmín; род. 9 июня 1981 года), также известный как Вик Чжоу (Vic Zhou, Vic Chou) — тайваньский актёр, певец и модель.

## Карьера
Свою первую роль Вик Чжоу сыграл в тайваньской драме Meteor Garden, основанной на японской манге Hana Yori Dango. Попав на кастинг сериала случайно, в качестве поддержки друга, молодой человек оказался выбранным на одну из главных ролей - одного из членов группы студентов престижного вуза, называвших себя F4. После этого четвёрка актёров, игравших F4, объединилась в музыкальную группу, позднее сменившую название на JVKV. Вик Чжоу записал также 3 сольных альбома, а известным как актёр стал после исполнения главной роли в дораме Mars.

## Личная жизнь
Известно, что будучи студентом Вик пережил болезненное расставание с девушкой, после которого, по его словам, "даже заболел". Чжоу встречался с актрисой из "Любовного шторма" Сюй Вэй Лунь более двух лет, их отношения прекратились в 2005 году.
После, к радости поклонников, актера долгое время связывал роман с Барби Сюй, дружба с которой сложилась еще во времена съемок сериала "Сад падающих звезд". Именно Сюй, опытная актриса помогала актеру понимать некоторые китайские слова, которые он не знал. Отношения начались на съемках мелодраматического сериала "Марс" и продлились более 4 лет.
10 ноября 2015 года в официальном блоге актер объявил, что женился на актрисе Рин Юй. 02 августа 2016 года у пары родилась дочь.

## Интересные факты
От своей бабушки получил прозвище Zaizai, которое впоследствии часто использовали его фанаты. Коллекционирует фотографии и аксессуары. Во время учебы Вик часто находил вырезанные на своей парте признания в любви. А иногда его караулили во дворе, чтобы сфотографироваться вместе. Очень любит собак. Его любимый актёр - Энди Лау. Любит играть на гитаре.
Боится темноты. Большой любитель поспать, он спит не менее 10 часов в день. Однажды двухлетняя девочка, держа Вика за руку, сказала, что когда подрастёт, то обязательно выйдет за него замуж, от чего он покраснел. Мать Вика в детстве очень о нём заботилась и редко наказывала. По характеру он скромный, весёлый, застенчивый и вежливый человек. Любимые цвета - серый и чёрный. Самая любимая еда - та, которую готовит мама. Особенно жареная курица. Очень любит зелёный чай. Вик - буддист.

## Фильмография
Телесериалы
- Meteor Garden (CTS, 2000)
- Poor Prince Taro (CTS, 2001)
- Come To My Place (CTV, 2002)
- Meteor Garden II (CTS, 2002)
- Meteor Rain (CTS, 2002)
- Love Storm (CTS, 2003)
- Mars (CTS, 2004)
- Silence (CTV, 2006)
- Sweet Relationship (CTS, 2007)
- Wish to See You Again (CTS, 2008)
- Black & White (2009)
- The Last Night of Madam Chin (2009)
- The other Shore 1945 (2012)
- Beauties in the Closet (2017)
- The Flame’s Daughter (2018)

Фильмы
- Tea Fight (2008)
- Linger (2008)
- Love you 10000 years (2010)
- Live with fashion (2011)
- Perfect two (2012)
- Saving General Yang (2012)
- Day of redemption (2013)
- A Moment of Love (2013)
- Don't Go Breaking My Heart 2 (2014)
- Go La La (2015)
- Detective Gui (2015)
- S Storm (2016)
- Perfect Couple (2017)

## Дискография
- Make a Wish (2002)
- Remember I love You (2004)
- I'm not F4 (2007)

JVKV
- Meteor Rain (2001)
- Fantasy 4ever (2003)
- Waiting for You (2007)